# Judith av Schweinfurt
Judith av Schweinfurt född före 1003, och död 2 augusti 1058, var en hertiginna av Böhmen; gift med hertig Břetislav I av Böhmen. Hon var möjligen senare gift med kung Peter I av Ungern, men det äktenskapet är obekräftad. 
Hon var dotter till den bayerske markgreven av Nordgau, Henrik av Schweinfurt, och Gerberga av Grabfeld. 
Hennes far hade ambitionen att bli hertig av Bayern och stod i konflikt med den tyskromerske kejsaren om detta. Som ett led i denna politik allierade sig fadern med Böhmen mot kejsaren genom ett äktenskap mellan sin dotter Judith och Böhmens tronföljare Břetislav. 
Vigseln ägde troligen rum omkring år 1020. Det faktum att Břetislav var illegitim gjorde dock att ett äktenskap med en person av Judiths status ansågs officiellt oacceptabel, så för att kunna fullfölja bröllopet arrangerade man en falks kidnappning, där Judith placerades i ett kloster, varifrån Břetislav tilläts kidnappa henne och gifta sig med henne. 
Vid Břetislavs död 1055 kom hennes son Spytihnev II på tronen. Spytihnev II ska ha utvisat Judith från Böhmen, möjligen för att hon tagit sina yngre söners parti mot honom. Hon ska ha gift om sig med Ungerns avsatte kung Peter I, men det har aldrig kunnat bekräftas. 